# ブハラ・ハン国

ブハラ・ハン国
ブハラ・アミール国
ペルシア語: خانات بخارا

ウズベク語: Buxoro Xonligi
（ブハラ・ハン国）

ペルシア語: امارت بخارا
ウズベク語: Buxoro amirligi
（ブハラ・アミール国）

ブハラ・ハン国の版図（1600年ごろ）

ブハラ・ハン国（ブハラ・ハンこく、ウズベク語: Buxoro Xonligi）は、16世紀初頭から20世紀初頭まで、ゼラフシャン川流域、ヌル・アタ山地、アム川流域に栄えた諸テュルク系イスラム王朝。現在のウズベキスタン、トルクメニスタン、タジキスタンの一部に存在した。基本的に「ブハラに首都を置き、ハンを推戴する国家」の総称なので、歴史的にはシャイバーニー朝、ジャーン朝、マンギト朝の3王朝を指す。このうちマンギト朝はハンからアミールへ君主号を変えたので、ブハラ・アミール国とも呼ばれる。

## 歴史

### シャイバーニー朝
1557年、シャイバーニー朝のイスカンダル・ハン（在位：1561年 - 1583年）の代にサマルカンドからブハラに遷都して以降、ブハラ・ハン国と呼ばれるようになる。
アブドゥッラーフ2世（在位：1583年 - 1598年）の治世下において最盛期を迎え、バルフ及びフェルガナ（1573年）、タシケント（1576年）、ホラーサーンのヘラートおよびマシュハド（1582年 - 1583年）、ホラズム（1593年 - 1594年）を征服した。この時、ロシア帝国との接触も起こった。

### ジャーン朝
ピール・ムハンマド2世（在位：1598年 - 1599年）の死後、シャイバーニー家が断絶したため、シャイバーニー朝はバーキー・ムハンマドにハン位を譲り、ジャーン朝（アストラハン朝）（1599年 - 1753年）に代わった。
1611年頃に即位したイマーム・クリー（在位：1611年 - 1642年）は国内の治安と経済の発展をはかり、首都ブハラに各地から著名な学者を招いて学芸の振興に努め、ジャーン朝の最盛期を築いた。このことは中央アジアの暗黒時代における唯一の光明となった。しかし、イマーム・クリの死後は後継争いが相次ぎ、次第に荒廃していった。
1740年、アフシャール朝のナーディル・シャーが中央アジアに侵入すると、ハンのアブール＝ファイズ（在位：1711年 - 1747年）はナーディル・シャーから贈り物を受け取り、婚姻関係を結んでアフシャール朝の従属下に入った。この頃から宰相の地位にあって権力を握り始めたのがマンギト部族出身のムハンマド・ラヒームであった。彼はアブル＝ファイズの後を継いだアブドゥル＝ムウミン（在位：1747年 - 1748年）を暗殺して権力を掌握し、1756年には最後のハンであるアブル＝ガーズィーを廃して自らハン位に就き、ジャーン朝を滅ぼしてマンギト朝を創始した。

### マンギト朝

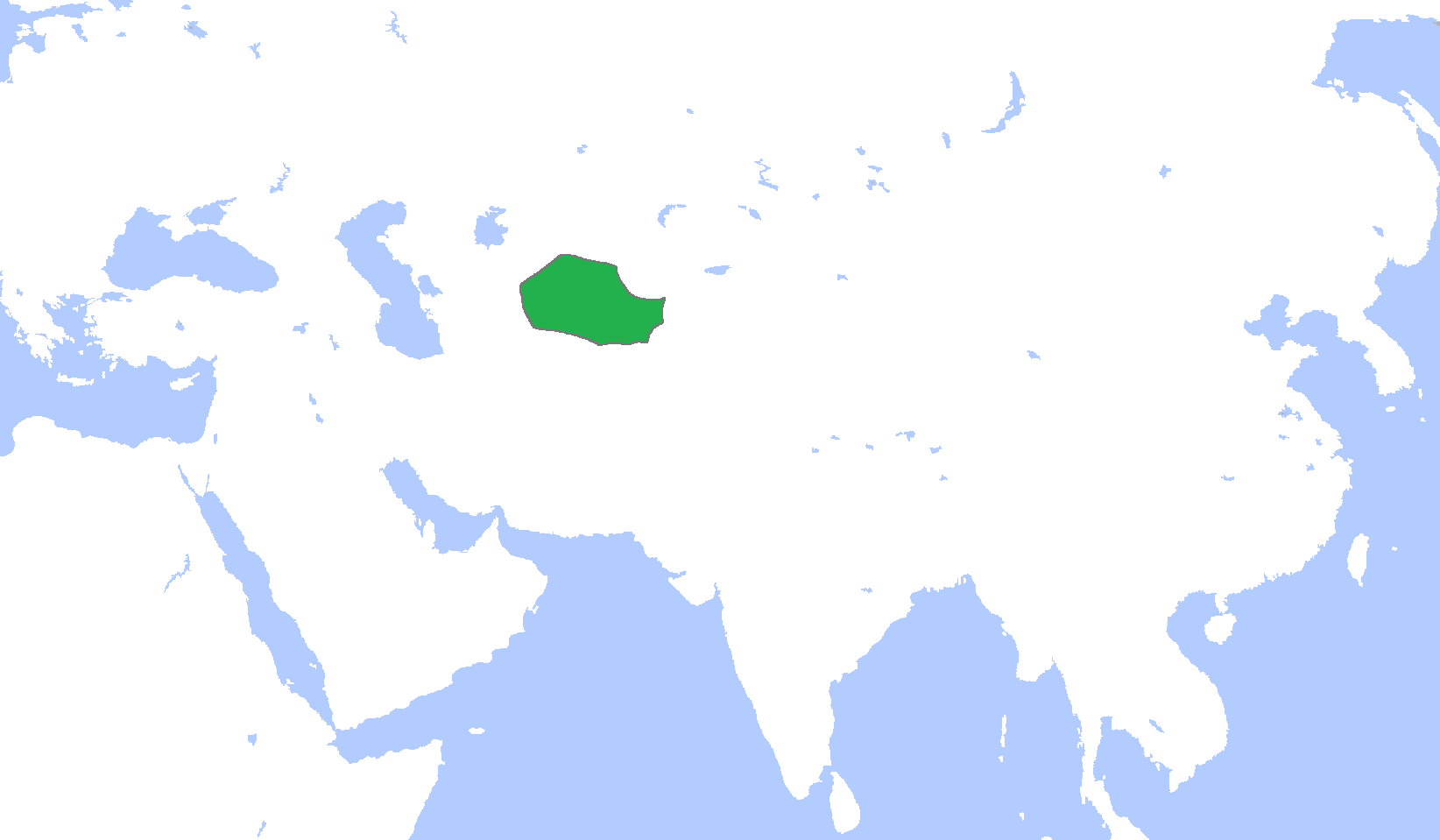
1850年のブハラ・アミール国

マンギト朝はチンギス・カンの男系男子の系統ではなかったため、チンギス統原理の意識から初期の君主はハン位を名乗ることを躊躇することがあって、ハン位を名乗ったりアミール位を名乗るなどして君主号が一定しなかったが、シャー・ムラード（在位：1785年 - 1799年）の時にアミール（アミール・アル・ムウミニーン：信徒の長）を正式な君主号としたので、以降をブハラ・アミール国と呼ぶことがある。歴代カリフの称号であった「アミール・アル・ムウミニーン」を採用したということは、イスラーム国家の理念を掲げるものであり、以降の君主もハンを名乗らずアミールを名乗り続けた。
19世紀においてバルカン半島から中央アジアに至る広大な地域を舞台にイギリスとロシアとの間でいわゆる「グレート・ゲーム」が展開された。北から侵攻してくるロシア帝国は、1868年にはサマルカンドを占領してブハラ・アミール国を、1873年にはヒヴァ・ハン国を占領し、1876年にコーカンド・ハン国を占領して中央アジアにおける３ハン国をロシア帝国の保護国とした（トルキスタン総督府、ステップ総督府）。
1920年10月、労働者の蜂起が起こり、赤軍が首都を攻撃した。蜂起後、国王は逃亡し、革命委員会が権力を掌握し、独立国家と承認された。1924年、民族派共産党員の大部分が更迭され、ブハラ人民ソビエト共和国となった。

## 歴代君主

### シャイバーニー朝
ハン
1. アブル＝ハイル・ハン（1429年 - 1468年）…ジョチの子シバンから7世の子孫ダウラト・シャイフの子。
  - シャイフ・ハイダル（1468年）…アブル＝ハイルの子
2. ムハンマド・シャイバーニー・ハン（1500年 - 1510年）…アブル＝ハイルの子シャー・ブダクの子
3. クチュクンジ・ハン（1510年 - 1531年）…アブル＝ハイルの子
4. アブー・サイード（1531年 - 1534年）…クチュクンジの子
5. ウバイドゥッラー・ハン（1534年 - 1539年）…ムハンマド・シャイバーニーの兄弟マフムードの子
6. アブドゥッラー1世（1539年 - 1540年）…クチュクンジの子
7. アブドゥッラティーフ（1540年 - 1552年）…ウバイドゥッラーの弟
  - アブドゥルアズィーズ…ウバイドゥッラーの子
8. ナウルーズ・アフマド・ハン（バラク・ハン）（1552年 - 1556年）…アブル＝ハイルの子セヴィンチ・ホージャの子
9. ピール・ムハンマド1世（1556年 - 1561年）…アブル＝ハイルの子ホージャ・ムハンマドの子ジャーニー・ベクの子
10. イスカンダル・ハン（1561年 - 1583年）…ジャーニー・ベクの子。ブハラに遷都。
11. アブドゥッラー2世（1583年 - 1598年）…イスカンダルの子
12. アブドゥル＝ムウミン（1598年）…アブドゥッラーフ2世の子
13. ピール・ムハンマド2世（1598年 - 1599年）…ジャーニー・ベクの子スライマーンの子

### ジャーン朝（アストラハン朝）
ハン
- ヤール・ムハンマド・ハーン…マンギシュラクの子。アストラハンから移住してくる。
- ジャーニー・ムハンマド・ハーン…ヤール・ムハンマドの子
- ディーン・ムハンマド・ハーン…ジャーニー・ムハンマドの長男

1. バーキー・ムハンマド（1599年？ - 1605年）…ジャーニー・ムハンマドの次男
2. ワリー・ムハンマド・ハーン（1605年 - 1611年）ジャーニー・ムハンマドの三男
3. イマーム・クリー・ハーン（1611年 - 1642年）…ディーン・ムハンマドの長男
4. ナーディル・ムハンマド・ハーン（1642年 - 1645年）…ディーン・ムハンマドの次男
5. アブドゥル・アズィーズ・ハーン（1645年 - 1680年）…ナーディル・ムハンマドの長男
6. スブハーン・クリー・ハーン（1680年 - 1702年）…ナーディル・ムハンマドの次男
7. ウバイドゥッラー1世（1702年 - 1711年）…スブハーン・クリーの長男
8. アブル・ファイズ・ハーン（1711年 - 1747年）…スブハーン・クリーの次男
9. アブドゥル＝ムウミン（1747年 - 1748年）…アブル・ファイズの長男
10. ウバイドゥッラー2世（1748年 - 1753年）…アブル・ファイズの次男
11. アブル・ガーズィー・ハーン（1753年 - 1756年、1758年 - 1788年/1789年？）…イマーム・クリーの孫サイイド・イブラーヒームの子

### マンギト朝
アミール
1. ムハンマド・ラヒーム（1756年 - 1758年）…1753年にアミールを称し、1756年にハンを僭称した。
2. ダニヤル・ビー（1758年 - 1784年）…ムハンマド・ラヒームの叔父
3. シャー・ムラード（マスーム）（1785年 - 1799年）…ダニヤルの子、アミールを称する。
4. サイイド・ハイダル・トゥラ（1799年 - 1826年）…シャー・ムラードの子
5. フサイン・ハーン（1826年）…ハイダルの長男
6. ナスルッラー・ハーン（1826年 - 1860年）…ハイダルの三男。
  - ウマル・ハーン（1826年）
7. サイイド・ムザッファルッディーン・ハーン（1860年 - 1885年）…1868年、ロシア帝国の保護国になる。
8. アブドゥル・アハド・ハーン（1885年 - 1910年）
9. ムハンマド・アーリム・ハーン（1910年 - 1920年）…労農赤軍の部隊により打倒。カーブルに逃亡し死去。

## 参考資料
- 小松久男編『世界各国史4 中央ユーラシア史』（山川出版社、2005年、ISBN 463441340X）
- 岩村忍『文明の十字路＝中央アジアの歴史』（講談社学術文庫、2007年、ISBN 9784061598034）